# Rue de la Bièvre
La rue de la Bièvre est une voie de communication ancienne de Bourg-la-Reine dans les Hauts-de-Seine. Elle suit le tracé de la route départementale 74.

## Situation et accès

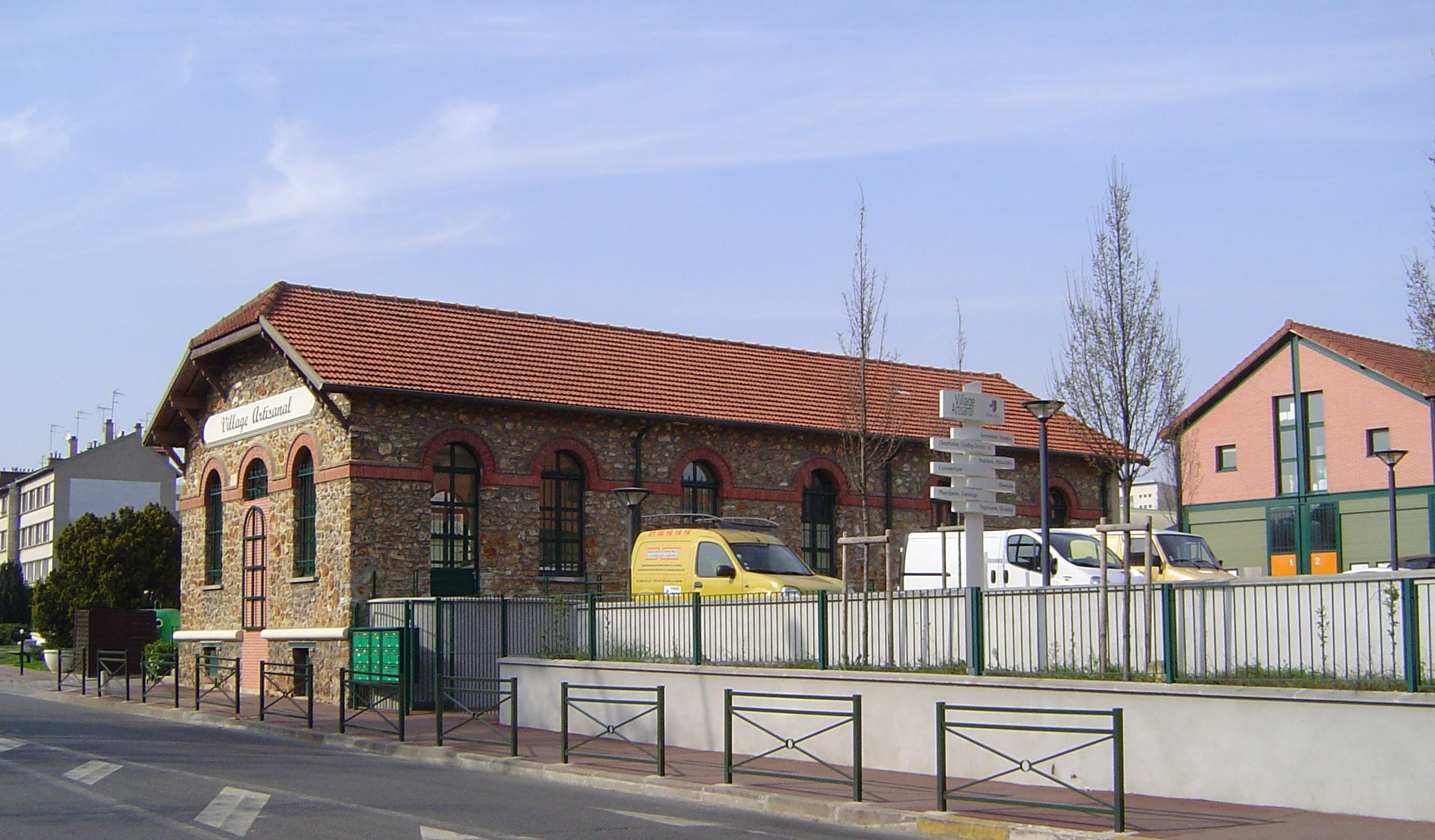
Le village artisanal, avril 2009.

Partant du nord-ouest dans l'axe de la rue du 8-Mai-1945, elle rencontre notamment l'avenue de la République. Elle se termine à la limite de L'Haÿ-les-Roses, au rond-point du Petit-Robinson, dans le prolongement de la rue de la Cosarde.

## Origine du nom

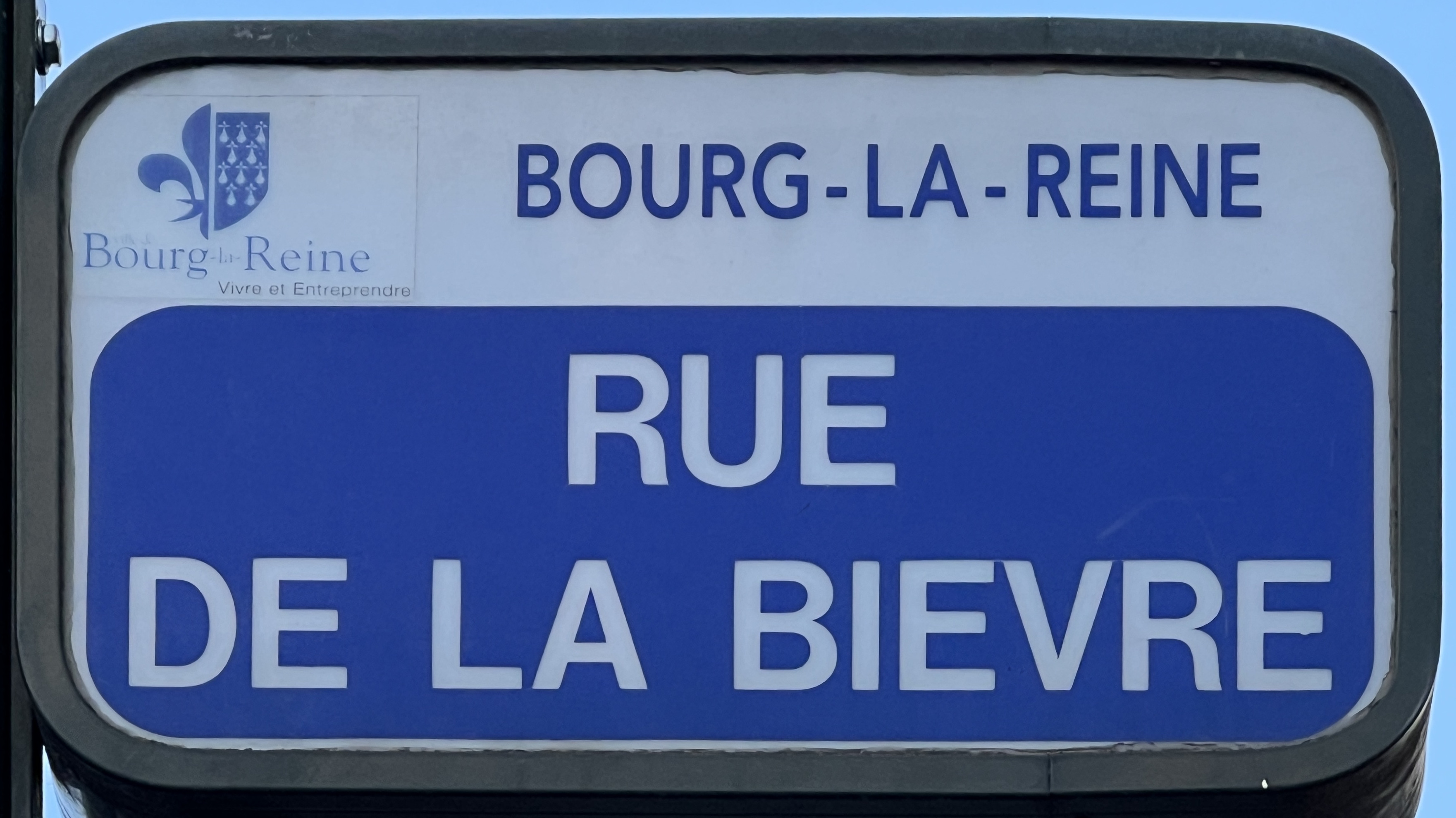
Plaque de la rue de la Bièvre.

Elle tire son nom de la Bièvre, un affluent de la Seine. Cette rivière reçoit les eaux  du ru de Blagis ou ruisseau de la Fontaine-du-Moulin, qui prenait sa source au Plessis-Robinson et passait sous la rue de la Bièvre. Il est aujourd'hui enterré.

## Historique
Elle s'appelait autrefois « voie de Derrière le Moustier », de l’ancien français monastère, couvent, église, puis fut appelée « voie du Pont-de-Pierre » en 1785, indiquant que le ru des Blagis n'était pas encore enterré à cette époque. Elle fut ensuite renommée « rue du Cimetière » après que celui-ci fut créé en 1820, et enfin rue de la Bièvre.

## Bâtiments remarquables et lieux de mémoire
- Ancienne église Saint-Gilles, datant de la fin du XIIe siècle[4], détruite en 1836[5].
- Au no 6, emplacement d'un pensionnat de jeunes filles, qui devint un collège et est aujourd'hui le lycée Notre-Dame[6].
- Ancien château Notre-Dame-du-Calvaire dit « Institution pour déficientes auditives », construit au début du  XVIIe siècle.
- Au no 13, la « villa Jeanne-d'Arc », voie privée, où fut installée en 1895 une statue de la sainte, œuvre de Paul Aubert[7],[8].
- Au no 27, le cimetière de Bourg-la-Reine.
- Au no 33, le « village artisanal »[9].

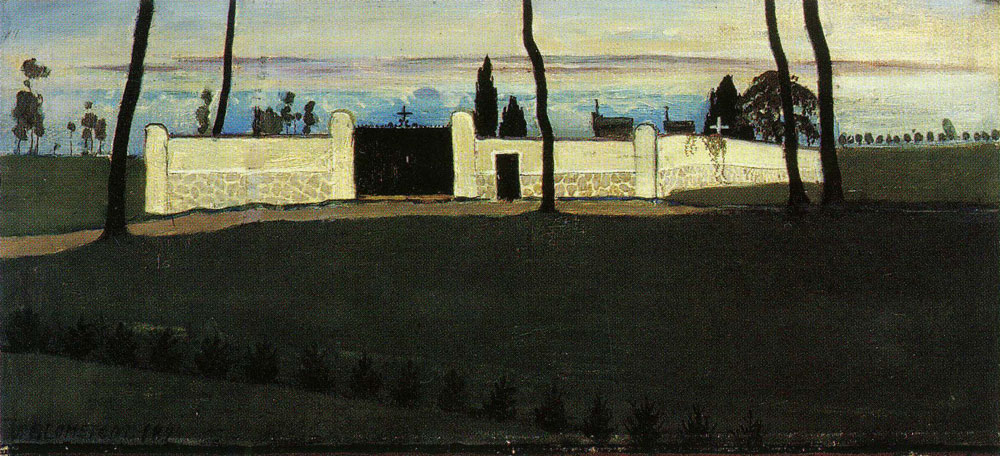
Le cimetière vu de la rue de la Bièvre, œuvre de Väinö Blomstedt, musée d'art de Turku (Finlande), 1894.
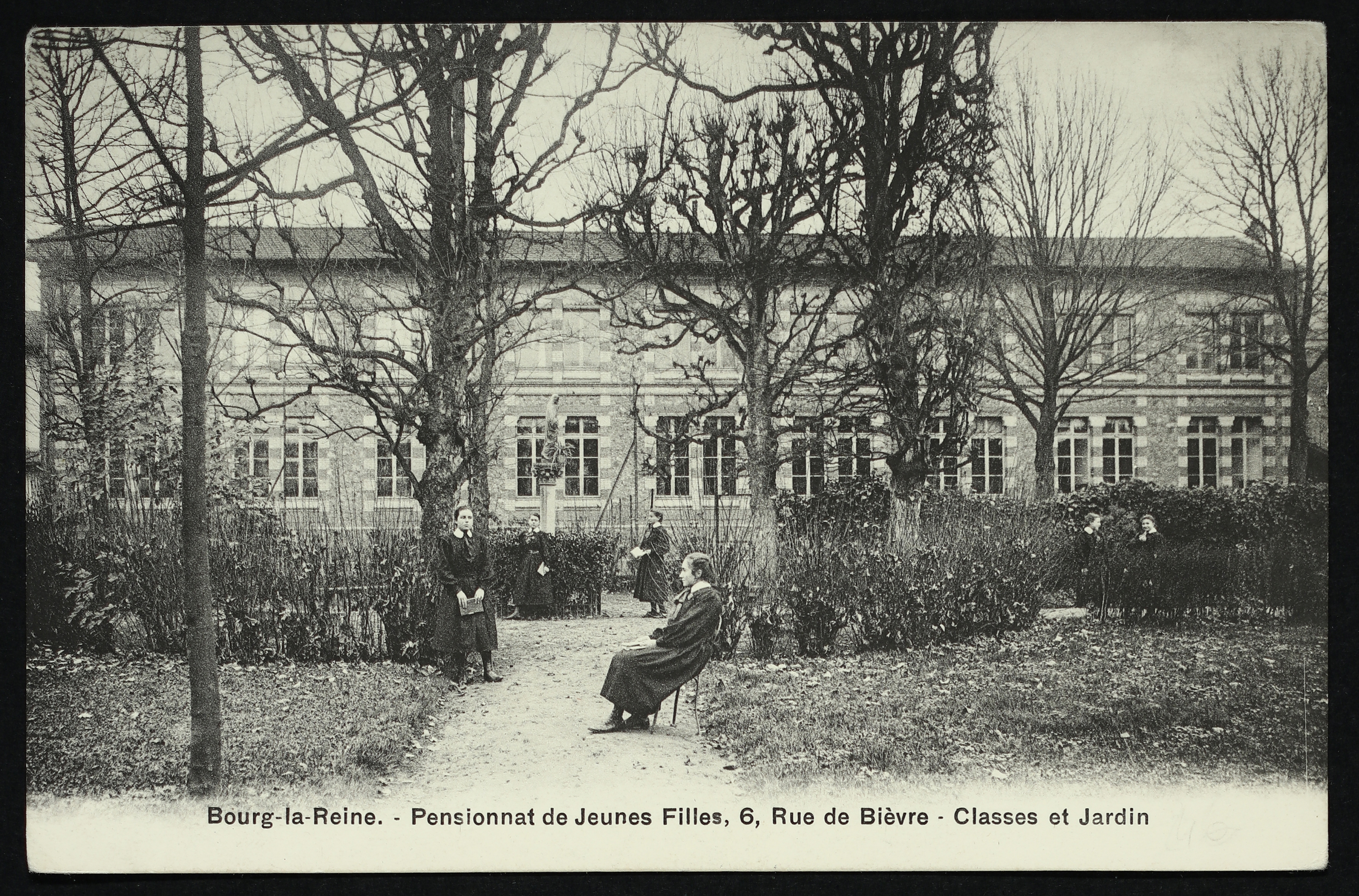
Carte postale - Bourg-la-Reine - Pensionnat de Jeunes Filles - 6, rue de Bièvre - Classes et jardin.
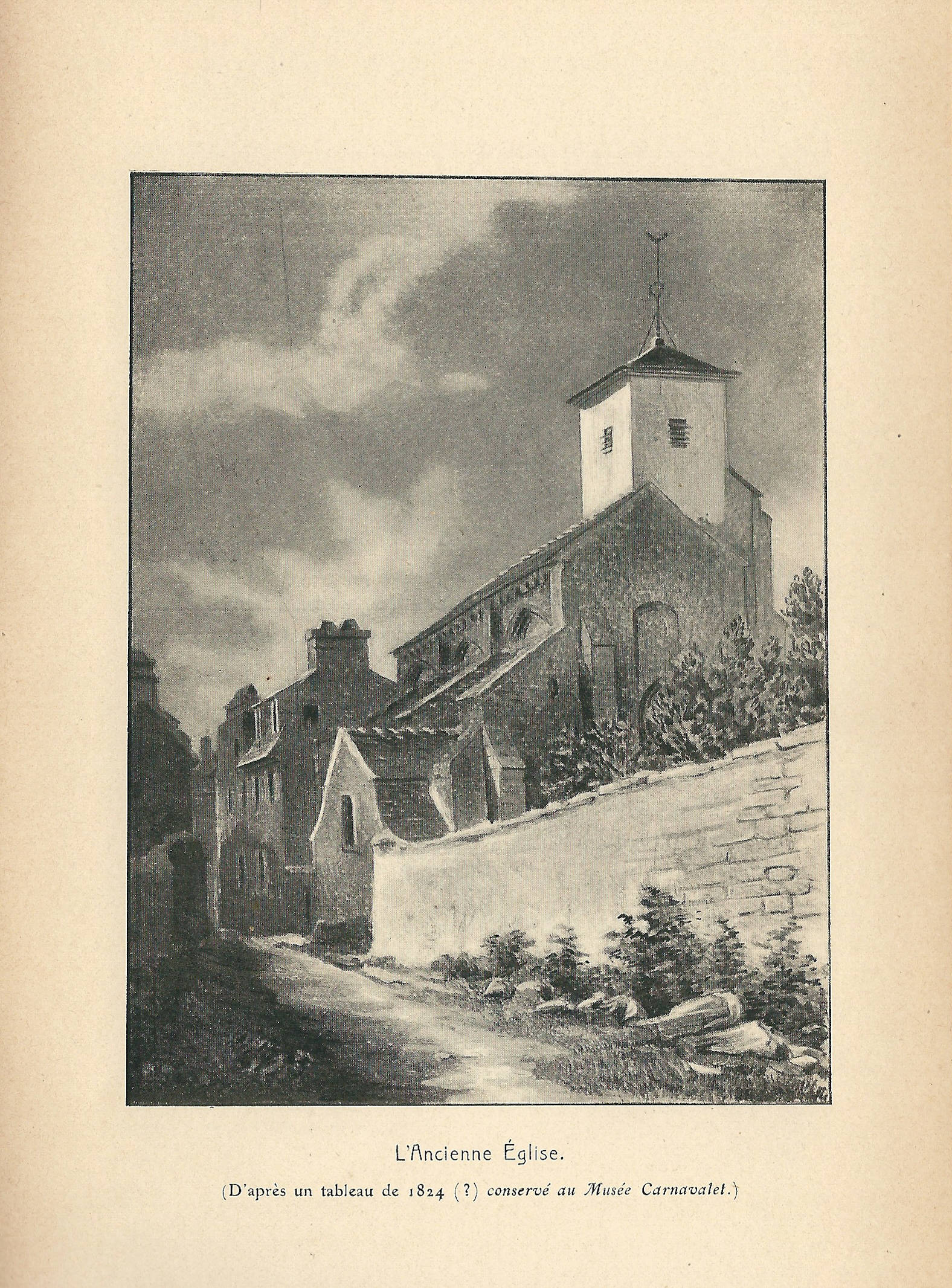
Ancienne église Saint-Gilles, Bourg-la-Reine: essai d'histoire locale, Paul Lieutier, 1914.